# Li San-cchaj
Li San-cchaj (čínsky pchin-jinem Lǐ Sāncái, znaky 李三才, † 1623) byl čínský politik v říši Ming působící za vlády císaře Wan-liho.

## Jména
Li San-cchaj používal zdvořilostní jméno Tao-fu (čínsky pchin-jinem Dàofǔ, znaky 道甫) a umělecký pseudonym Siou-wu (čínsky pchin-jinem Xiūwú, znaky 修吾).

## Život
Li San-cchaj se narodil v okrese Lin-tchung v provincii Šen-si, rod Li pocházel z Tchung-čou u Pekingu. V dětství a mládí studoval konfucianismus a skládal úřednické zkoušky, jejich nejvyšší stupeň, palácové zkoušky, složil roku 1574.
Po zkouškách pracoval na ministerstvu daní, kde postoupil z tajemníka (ču-š’) až na vedoucího odboru (lang-čung); když podpořil proticísařskou opozici v otázce jmenování následníka trůnu, císař ho přeložil z metropole do provincií. Poté vystřídal několik úřadů – soudce (tchuej kuan) okresu Tung-čchang, ředitel odboru na nankingském ministerstvu obřadů, pomocník kontrolního komisaře (čchien-š’) v Šan-tungu, pomocník provinčního správce (cchan-i) v Che-nanu, náměstek provinčního správce (fu-š’) tamtéž, zodpovídal za vzdělávání ve státních školách v Šan-tungu a Šan-si, působil jako pomocník vedoucího Úřadu pro hlášení (tchung-čeng cchan-i) a náměstek předsedy Velkého soudního dvora (ta-li šao-čching).
Od roku 1599 dohlížel nad dopravou obilí z Ťiang-nanu do Pekingu po Velkém kanálu s tituly zástupce vedoucího kontrolního úřadu (jou-čchien tu-jü-š’), vrchního ředitele nad dopravou obilí (cchao jün cung-tu) a koordinátora sün-fu pro prefektury Feng-jang, Jang-čou a Chuaj-nan. Roku 1600 se postavil proti eunuchům vyslaným císařem Wan-lim do regionů k výběru důlní daně (a později i jiných daní a poplatků), ve svých podáních císaři sice uznával potřebnost dodatečných příjmů (zejména kvůli výdajům na válku v Koreji) nicméně ostře kritizoval metody používané eunuchy, zejména jistého Čchen Čenga vyslaného do prefektur, kde Li San-cchaj působil. Snažil se panovníka přesvědčit, že eunuchové používáním brutálního násilí vůči majetným rodinám škodí lidu i státu a postupně přecházel ke kritice (císařovy) politiky výběru důlní daně a kritice císařova jednání a ochrany eunuchů. Císař reagoval rozhodnutím, že pokud eunušští výběrčí daní nevyberou určené částky, budou potrestáni i vedoucí místních a regionálních úřadů. Li San-cchaj byl poté nucen s Čchen Čengem spolupracovat, nicméně svými intrikami ho dohnal k sebevraždě (roku 1605) a popravil několik členů eunuchova doprovodu. Těmito akcemi získal obdiv a podporu tehdejší protivládní opozice, takzvaného hnutí Tung-lin, jehož stoupenci v čele s Ku Sien-čchengem Li San-cchaje poté navrhovali na nejvyšší státní úřady, konkrétně do velkého sekretariátu, přestože Li nesdílel jejich ideologické postoje a naopak se klonil k legismu, etatismu a omezování džentry.
V důsledku podpory Li San-cchaje ze strany tunglinských se kritika oponentů hnutí Tung-lin od roku 1610 zaměřila i na něj. Vytýkali mu korupci, mocichtivost, vytváření celostátní politické frakce. Roku 1611 ho císař po dvanácti letech ve funkci odvolal z úřadu. Do služby se pak již nevrátil, i když roku 1623 byl jmenován nankingským ministrem daní, zemřel dříve než mohl nastoupit do úřadu. V období vlády eunucha Wej Čung-siena za císaře Tchien-čchiho byl posmrtně vyloučen z úřednického stavu a zbaven všech hodností a titulů, následující císař Čchung-čen ho rehabilitoval.